# Hydriomena itaria
Hydriomena itaria är en fjärilsart som beskrevs av William Schaus 1922. Hydriomena itaria ingår i släktet Hydriomena och familjen mätare. Inga underarter finns listade i Catalogue of Life.